# Piper PA-34 Seneca
Piper PA-34 Seneca – dwusilnikowy lekki samolot pasażerski i transportowy produkowany przez amerykańskie przedsiębiorstwo Piper Aircraft. Samolot był produkowany na licencji przez zakłady PZL Mielec pod nazwą PZL M-20 Mewa.